# Menjagrà de Grand Cayman
El menjagrà de Grand Cayman. (Melopyrrha taylori) és un ocell de la família dels tràupid (Thraupidae).

## Hàbitat i distribució
Habita matolls i boscos de l'illa de Grand Cayman.

## Taxonomia
Ha estat considerada una subespècie del menjagrà de Cuba (Melopyrrha nigra) però actualment és ubicada a la seua pròpia espècie arran treballs com ara Garrido et al 2014.